# Birrhard
Birrhard est une commune suisse du canton d'Argovie, située dans le district de Brugg.

Vue aérienne (1964).